# 埃塞俄比亞國家銀行
埃塞俄比亞國家銀行（英語：National Bank of Ethiopia，簡稱NBE），是埃塞俄比亞的中央銀行，總部設於該國首都亞的斯亞貝巴，現任行長為馬莫·米赫雷圖（Mamo Mihretu）。該行致力推廣普惠金融政策，而且是普惠金融聯盟（AFI）的成員。

## 歷史

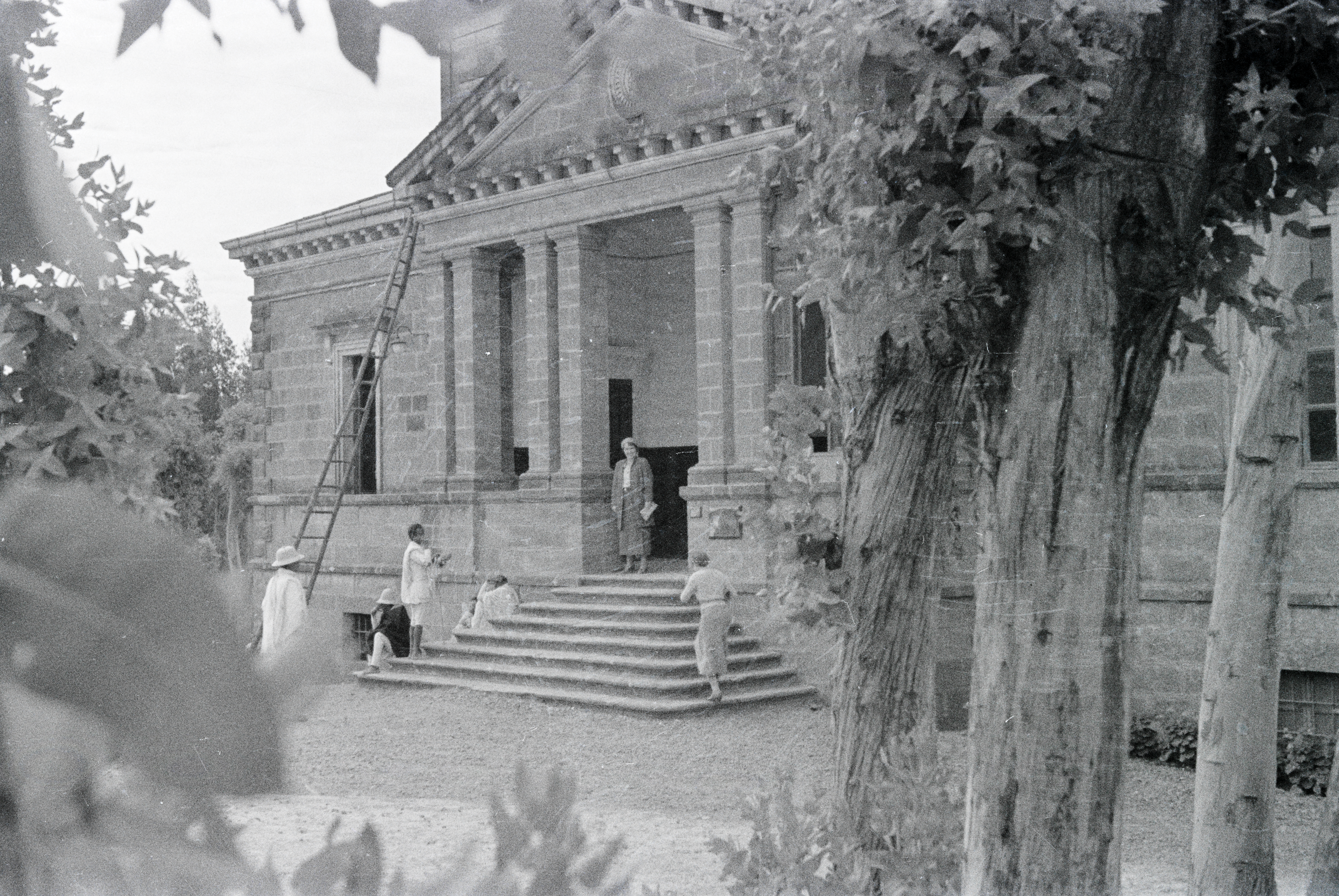
1934年攝

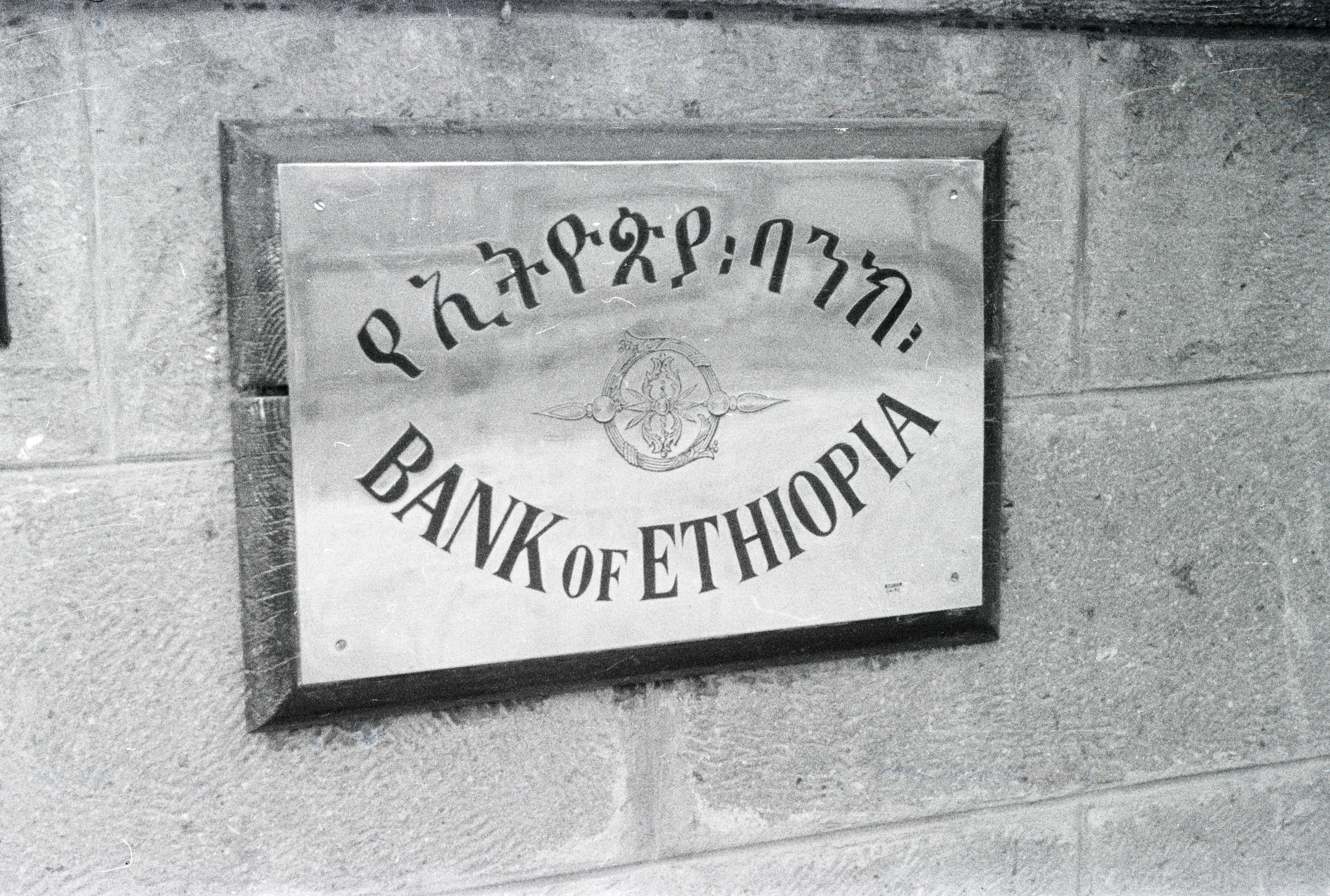
1934年攝

埃塞俄比亞國家銀行源自於1906年2月15日由時任國王孟尼利克二世宣告成立的阿比西尼亞銀行（Bank of Abyssinia）。初時為私營銀行。其股份可以在亞的斯亞貝巴、紐約、巴黎、倫敦和維也納交易。及後在哈勒爾（1906年）、德雷達瓦（1908年）、戈爾（1912年）、德西（1920年）等地開設分行。衣索－吉布提鐵路為銀行首個提供融資的項目之一。1920年於吉布提成立中轉辦公室（transit office）。
1931年，國王海爾·塞拉西一世對銀行制度作出變革，阿比西尼亞銀行被清盤，取而代之的是由國家全資擁有的埃塞俄比亞銀行（Bank of Ethiopia）。阿比西尼亞銀行原先的管理層、員工及處所都過渡至埃塞俄比亞銀行，為該國提供中央銀行及商業銀行的服務。1935年，埃塞俄比亞被意大利侵略，埃塞俄比亞銀行亦隨之而結業。
1943年4月15日，埃塞俄比亞國家銀行（State Bank of Ethiopia）再度營運，繼續提供中央銀行及商業銀行的服務。至1964年1月，根據1963年第206號公告，並且在美國國務院厄爾·萊瑟姆特使的協助下，轉為現時的名稱，專注中央銀行的職能。

## 歷任行長
- Charles S. Collier，英國人，1913-1936[8]
- George Blowers，美國人，1942-1949[9]
- Jack Bennett，美國人，1949-1953[9]
- Walter H. Rozell, Jr.，美國人，1953-1956[9]
- Neil Perry，美國人，1956[9]
- George Rea，美國人，1956-1959[9]
- 1st: Menasse Lemma，1959-1974
- 2nd: Taffara Deguefé，1974-1976[10]
- 3rd: Legesse Tickeher，1976-1978
- 4th: Tadesse Gebrekidan，1978-1988[11]
- 5th: Bekele Tamirat，1988-1991[11]
- 6th: Leikun Berhanu，1991-1995
- 7th: Dubale Jale，1995-2006[12]
- 8th: Teklewold Atnafu, 2006-2018[12]
- 9th: Yinager Dessie，2018-2023[13]
- 10th: Mamo Mihretu，2023-

## 伸延閱讀
- Mauri, Arnaldo. . RISEC: International Review of Economics and Business. December 2003, 50 (4): 521–543. See also a WP of the same author on this topic Origins and early development of banking in Ethiopia.
- Mauri, Arnaldo. . Departmental Working Papers. January 2003  [2023-06-12]. （原始内容存档于2023-04-04）.
- Mauri, Arnaldo. . South African Journal of Economic History (Rochester, NY). 2009-09-30, 24 (2): 82–130. S2CID 154009798. SSRN 1573595 . doi:10.1080/10113430909511220.
- Mauri, Arnaldo. . Acta Universitatis Danubius. Œconomica. 18 May 2010a, 6 (1): 5–16  [2023-06-12]. （原始内容存档于2018-04-18） （英语）.
- Mauri, Arnaldo. . Acta Universitatis Danubius. Œconomica. 16 December 2010b, 6 (4): 104–116  [2023-06-12]. （原始内容存档于2019-05-21） （英语）.
- Shinn, David H.; Ofcansky, Thomas P. . Scarecrow Press. 2013-04-11. ISBN 9780810874572 （英语）.

## 外部連結
- 官方网站